# إنتربرس
إنتربرس (بالإنجليزية: Interpress)‏ هي لغة لوصف الصفحات طورت في زيروكس بارك، اعتمادًا على لغة فورث ولغة رسومية قديمة تدعى جام (JaM)، ولم تستطع بارك تسويق إنتربرس. وقد ترك زيروكس اثنان من مشئي اللغة وهما تشارلز غيشكي وجون وورنوك، وكوَّنا أدوبي سيستمز، والتي أنتجت بدورها لغة شبيهة سميت بوست سكريبت. استخدمت إنتربرس في بعض طابعات زيروكس، ودُعمت في ناشر زيروكس فينتورا (Xerox Ventura Publisher). واستخدمت إنتربرس أيضًا كصيغة الخرج لنظام إنترسكريبت (Interscript)، والذي كان صيغة معالج كلمات قابلة للتعديل للمستندات للنص المُصاغ (Formatted text).

## روابط خارجيّة
- A Usenet post from 1985 describing the history of Interpress and comparing it with PostScript
- http://www.daube.ch/docu/pdl02.html